# Sofia Moussaoui
Pour les articles homonymes, voir Moussaoui.
Sofia Moussaoui, née en 2001 à Moscou, est une gymnaste rythmique marocaine.

## Carrière
Sofia Moussaoui remporte la médaille de bronze par équipes au niveau junior aux championnats d'Afrique de gymnastique rythmique 2014.
Au niveau senior, Sofia Moussaoui est médaillée de bronze par équipes aux championnats d'Afrique de gymnastique rythmique 2020.